# Чуріков Валентин Миколайович
Валенти́н Микола́йович Чу́ріков (17 травня 1991 — 7 квітня 2016) — молодший сержант Збройних сил України, учасник російсько-української війни.

## Життєпис
Народився 1991 року у селі Вирішальне (Лохвицький район Полтавської області). Виріс у багатодітній родині, коли Валентин пішов у 1-й клас, батько загинув. Закінчив Червонозаводське ПТУ № 27, по тому півроку працював. Пройшов строкову службу в лавах ЗСУ, рік служив за контрактом, по демобілізації працював на різних підприємствах. 2014 року зустрів своє кохання — Аліну.
14 лютого 2015 року мобілізований; молодший сержант, командир відділення 3-го взводу 3-ї аеромобільної роти 122-го окремого аеромобільного батальйону, 81-ша окрема аеромобільна бригада.
Ніс службу в смт Новгородське поблизу Горлівки. Побував вдома у відпустці, саме коли народився син Олексій.
Помер у військовому шпиталі Харкова 7 квітня 2016 року від осколкового поранення в голову.
Похований 8 квітня 2016-го в селі Вирішальне Лохвицького району. Під час поховання у Вирішальненській школі для колишнього учня продзвенів останній дзвоник.
Без Валентина лишилися мама, два брати, чотири сестри, дружина Аліна та 6-місячний син Олексій.

## Нагороди та вшанування
- указом Президента України № 291/2016 від 4 липня 2016 року «за особисту мужність і високий професіоналізм, виявлені у захисті державного суверенітету та територіальної цілісності України, вірність військовій присязі» — нагороджений орденом «За мужність» III ступеня (посмертно)[1].
- 5 листопада 2016 року на фасаді Вирішальненської школи відкрито меморіальну дошку на честь Валентина Чурікова.